# Storformatskamera

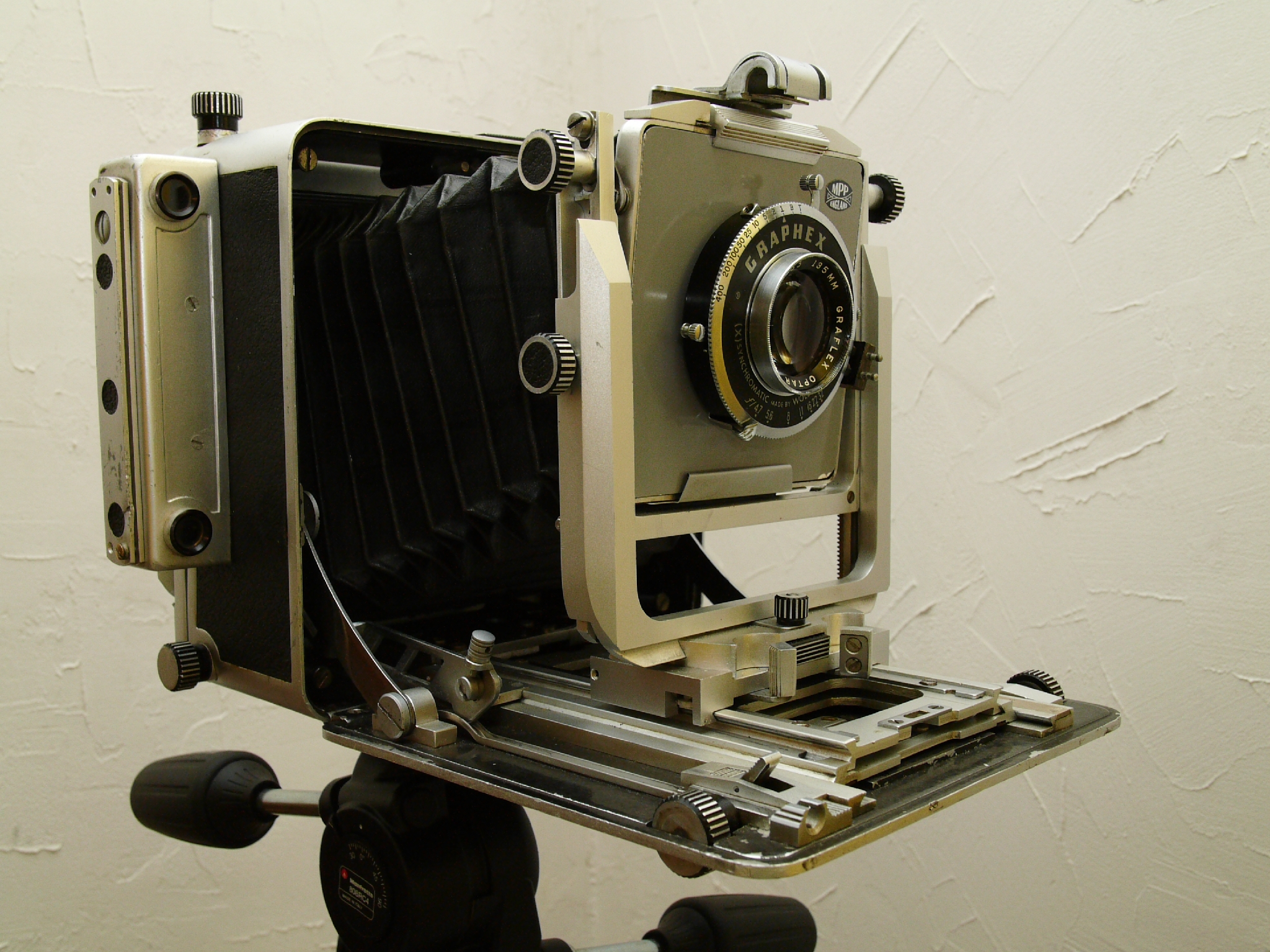
Storformatskamera

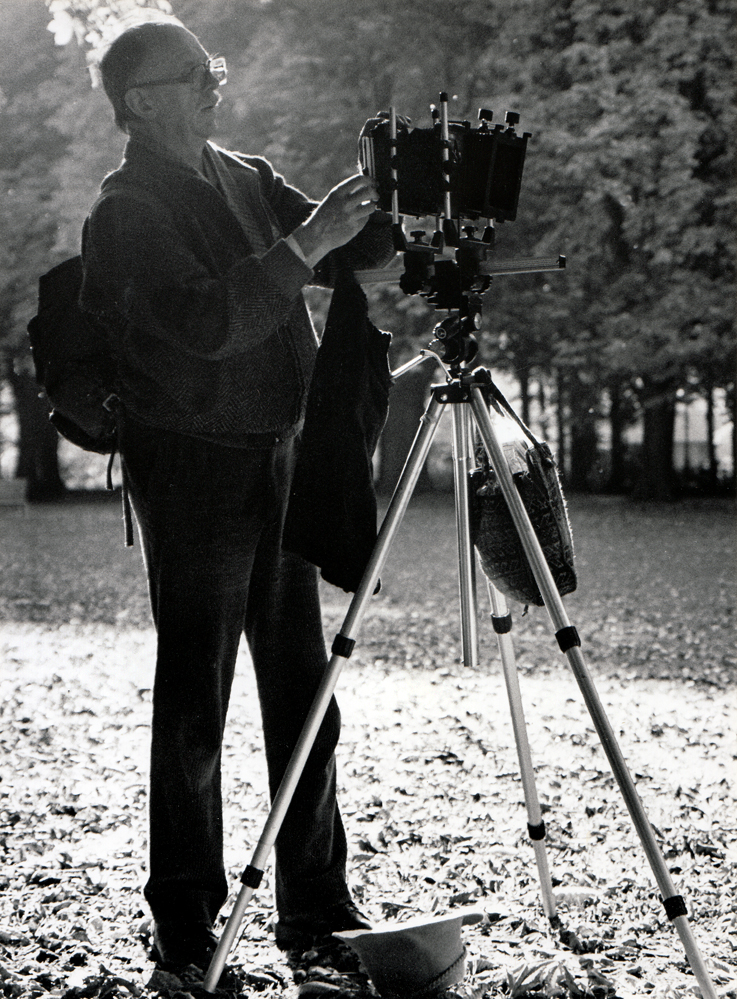
En fotograf med en storformatskamera.

Storformatskamera eller Teknisk kamera är en kamera för främst bladfilm (tidigare glasplåtar) i format från 9 × 12 cm och uppåt. Amerikanska kameror använder närliggande bladfilmsmått i tum. Kameran har ett bakstycke för filmen och ett framstycke för objektivet. Dessa två plattor är förbundna med en ljustät bälg och kamerorna kallas därför ibland för bälgkameror. Fram- och bakstycke kan ofta lutas samt förskjutas i alla tänkbara riktningar, vilket gör kameran speciellt lämpad för arkitekturfotografering där man ofta eftersträvar raka linjer. Andra områden är porträtt- och landskapsfotografering.

## Arbetsförfarande
Eftersom filmen är så stor förekommer den i stort sett aldrig på rulle utan man använder i stället så kallad bladfilm eller ibland än idag glasplåtar (det förekommer dock bakstycken för 120-film). 
Fotografen går in i mörkrummet och lägger in bladfilm i storformatskassetter, som sedan kan hanteras i dagsljus. Objektivets slutare öppnas och storformatskameran riktas mot motivet, som då syns på kamerans så kallade mattskiva. Skärpan justeras genom att man ändrar avståndet mellan objektiv och mattskiva. Skärpeinställning och bildkomposition blir enklare om det görs under ett skuggande skynke. Exponeringsmätning kan göras med separat exponeringsmätare, följt av en manuell inställning av kamerans bländare och slutartid. Objektivets slutare stängs, filmkassetten sätts i och kassettens skyddsplåt dras bort. Filmen ligger nu klar att exponeras. Efter exponering sätts skyddsplåten tillbaka och den därigenom åter ljustäta filmkassetten kan tas ur kameran.

## Exempel på exponeringsmätning
Ansel Adams har utvecklat Zonsystemet där exponeringsmätning sker med någon form av spotmeter eller exponeringsmätare. Detta system är särskilt lämpligt för svartvitt fotografering med storformatare. Ett alternativ är den så kallade f16-regeln, med vilken man inte behöver någon exponeringsmätare alls.

## Kvaliteter
Storformatskameran används när riktigt stora bilder behöver göras, eller när maximal skärpa och upplösning önskas. En av fördelarna med de större formaten är att de går att kontaktkopiera helt utan hjälp av förstoringsapparat. Sådana bilder visar ofta upp en utomordentlig skärpa och en helt enastående nyansskala. (Kontaktkopiering är det närmaste originalet man kan komma.) Det existerar naturligtvis förstoringsapparater även för storformat. 

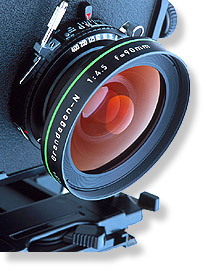
Storformatskamera. Objektivet med centralslutare och bländare monterade på en utbytbar monteringsplåt.

## Fabrikat och diverse teori

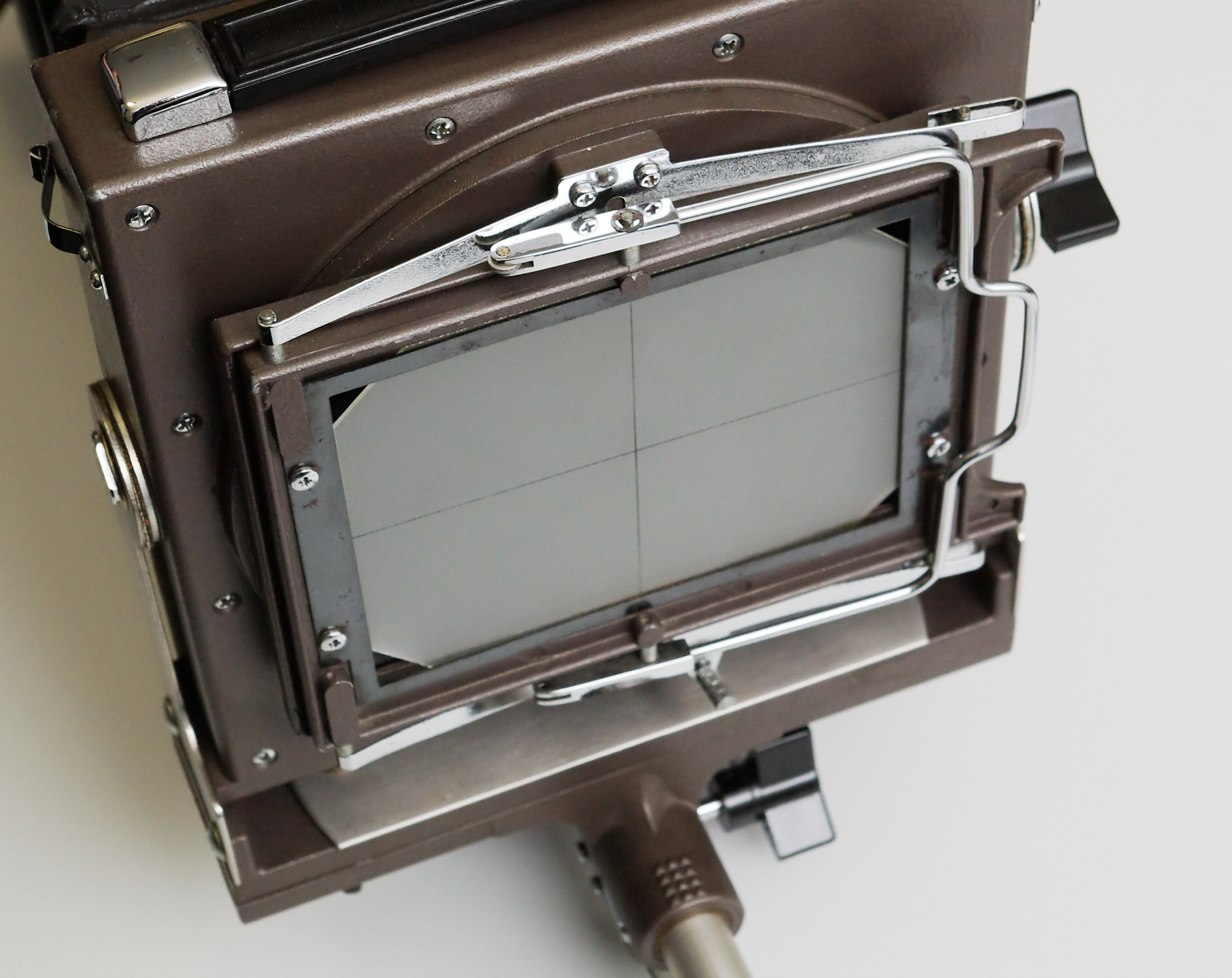
Storleken på varje exponering av filmen

Den tekniska kameran finns i flera fabrikat, såsom Horseman, Linhof och Sinar. Dessa kameror som med dagens mått är otympligt stora existerar av kvalitetsskäl. Ett motiv som blir ett stort negativ behöver inte förminskas lika mycket som vad fallet är om motivet blir ett litet negativ. Omvänt förstoras ett stort negativ mindre, när samma bildstorlek skall bli slutprodukt. Svagheter hos negativet liksom objektivets aberrationer förstärks inte lika mycket. Detta ger en kvalitetsmässigt bättre bild. 
Av praktiska orsaker finns inte ljusstarka objektiv till storformatskameror då dessa skulle bli alldeles för otympliga. Kameratypen används inte för snabba foton och några zoomar tycks heller inte finnas. Storformatsplåtarnas teleobjektiv är inget annat än de stora astronomiska teleskopen. Digitalt storformat har tagit över inom astronomin. 

### En undre gräns
Det finns en undre gräns för hur litet ett negativ kan bli. Ljuset har en våg och partikelnatur (foton), mindre punkter än en våglängd kan inte avbildas. Detta bestäms fysikaliskt av kvantmekaniken. I praktiken beror inte oskärpa på kvantmekaniska fenomen, det är bara när vi fotograferar genom optiskt mikroskop. Emellertid är ett silverkorn betydligt större än ljusvåglängden, men de har linjestruktur som förtydligar skärpan något. Det anses att silverhalogeniden måste fånga upp två fotoner för att framkallaren skall kunna fälla ut det i rent silver. 
Är kameraobjektivet bra, så är det inget som hindrar att vi klipper ut 24 × 36 mm i centrum av 9 × 12 cm negativet. Denna lilla negativbit bör gå att förstora lika mycket som ett negativ till en småbildskamera som har ett objektiv med likvärdig brännvidd. Men en storformatskamera har större bildyta och därför faller skärpan lite mer utanför objektivets axel än för småbildskamera. Objektivet optimeras för negativ/sensor-formatet. Men skärpevinsterna är ändå större med en storformatskamera. Vi kan kalla detta för lagen om formatet där kvalitetsvinsterna tenderar att plana ut vid 9 × 12 cm negativstorlek. 
En storformatskameras normalobjektiv har längre brännvidd än motsvarande för småbild (50 mm), skärpedjupet måste då ibland utökas och det sker med objektivets bländare som brukar ha de högre värdena bländare 22 och 45. 

### Manipulation av skärpedjup
Men skärpedjupet kan även utökas genom att ställa om de i alla led vinklingsbara kamerastyckena enligt Scheimpflugs princip. Fotot av en strandremsa kan på detta sätt få ett skärpedjup från några decimeter från frontlinsen till oändligheten trots rätt stor bländaröppning.

### Perspektivkorrektion
Storformataren är i mångt och mycket en studiokamera där fotografen har möjlighet till restitution. Detta görs med ett bakstycke som är lutbart i flera led. (Om man, när man fotograferar ett hus, lutar kameran bakåt för att få med hela huset så kommer väggarna upptill att synas "störta" mot varandra. Genom att hålla kamerans axel horisontell och höja objektivet i förhållande till filmen så förblir vertikala linjer fortsatt parallella. Idag är detta möjligt även med avancerade bildbehandlingsprogram. Storformatarna liksom många mellanformatskameror kan förses med olika bakstycken såsom digitalbakstycke vilket för dessa kameror direkt in i dataåldern.

## Historik
Stora fotoplåtar var vanliga under fotografins barndom och fotograferna använde stativ till alla foton. Orsakerna var att objektiven var dåliga och glasplåtarna var korniga och oerhört långsamma. Kontaktkopiering var i början allenarådande, detta ledde till att några oerhört stora kameror tillverkades. 
Under slutet av artonhundratalet fick storformatarna konkurrens av mindre och snabbare kamerateknik. Dessa kameror gav bra bilder men de allmänna förbättringarna gynnade även storformatskameran som hamnade i en undanskymd klass för sig. Det finns mindre företag som anknyter till historien när de fortfarande tillverkar storformatskameror i ädelträ. Kameror som för övrigt i många avseenden är likvärdiga med och i vissa fall överträffar de modernaste kamerorna. 